# Gabriel Nicolaus Raspe

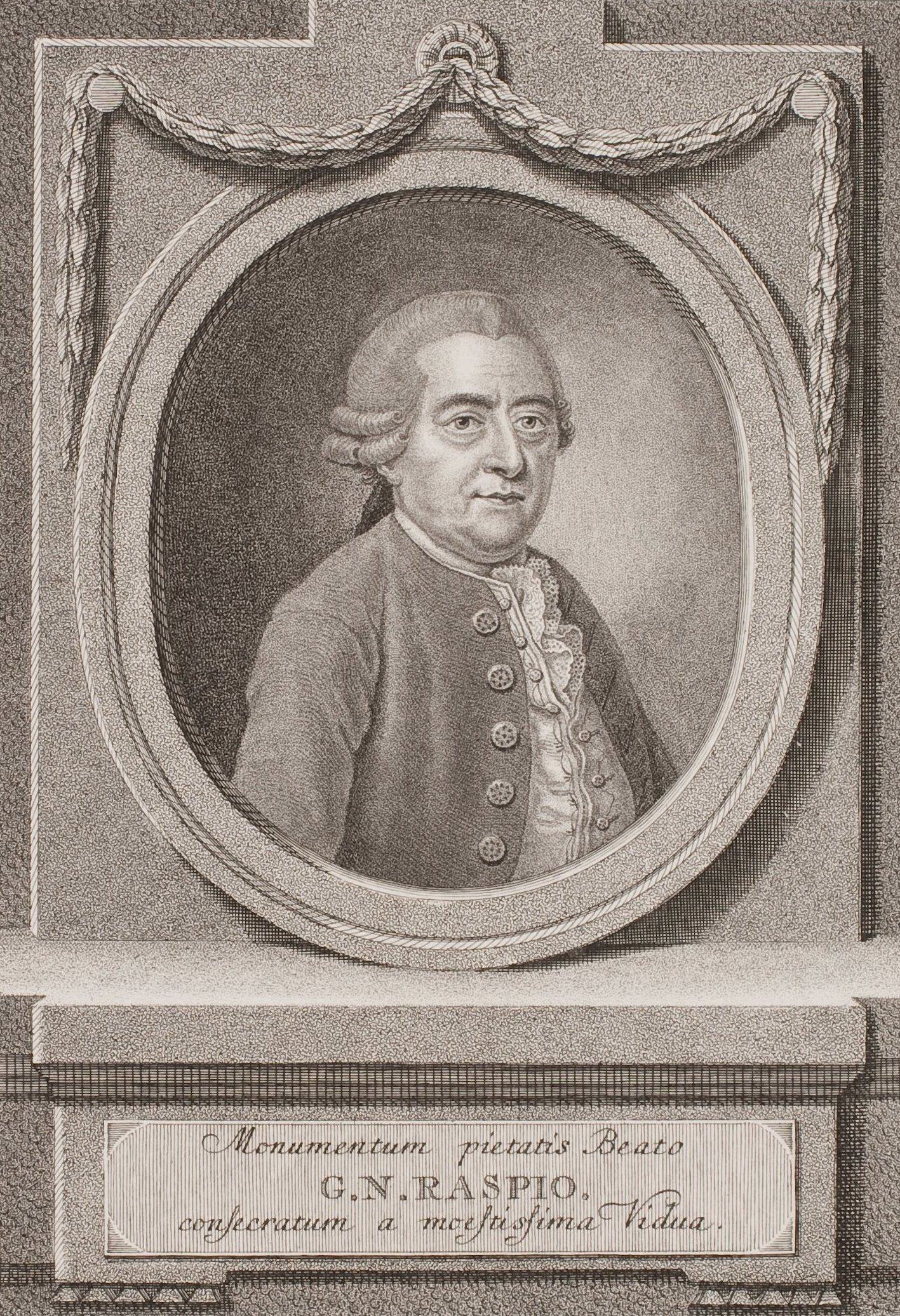
Gabriel Nicolaus Raspe

Gabriel Nicolaus Raspe (* 4. Dezember 1712 in Crelpa Rittergut b. Neustadt an der Orla; † 25. Oktober 1785 in Nürnberg) war ein deutscher Buchhändler, Kunsthändler und Verleger.

## Leben und Wirken
Gabriel Nicolaus Raspe wurde am 4. Dezember 1712 auf dem Rittergut Crelpa, zwischen Saalfeld und Neustadt an der Orla gelegen, geboren. Sein Vater war der Verwalter des genannten Brandensteinischen Gutes und späterer Steuereinnehmer und Bürgermeister von Laucha an der Unstrut. Seine Mutter war eine Enkelin des rudolstädtischen Superintendenten Soeffing. Dieser Ehe entstammten neun Kinder, von welchen Gabriel Nicolaus der zweite Junge war. Raspe besuchte die Lateinschule in Naumburg und absolvierte eine Lehre als Buchhändler in der Körner'schen Buchhandlung in Leipzig. Nach seiner Lehre arbeitete er in verschiedenen Buchhandlungen in der Weygand’schen Buchhandlung in Helmstedt, in der Zimmermann’schen Buchhandlung in Wittenberg und Zerbst und nahm schließlich eine Stelle in der damals berühmten Buchhandlung von Gleditsch in Leipzig an.
Im Jahr 1739 wurde er von der Witwe des verstorbenen Johann Stein zum Leiter der Johann Stein’schen Buchhandlung in Nürnberg berufen, die er nun bis zu dem 1743 erfolgten Tode der Witwe Steins fortführte. Ein Jahr später verheiratete sich Raspe mit der Tochter Steins, Dorothea Maria Stein, und führte dann in Gemeinschaft mit dem jüngeren Stein, seinem Schwager, die umfangreiche Sortiments- und Verlagsbuchhandlung weiter, deren Firma nun von 1744 bis 1753 „Stein und Raspe“ lautete. Während dieser zehn Jahre brachte die Handlung ca. 75 Verlagswerke auf den Büchermarkt.
Nach dem Tod seiner Frau 1752 trennten sich Stein und Raspe 1754 in folgender Weise: Stein übernahm die Sortimentsbuchhandlung und Raspe die Verlagsbuchhandlung. Raspe heiratete 1758 erneut, eine Tochter des Amtsverwalters Krakhers zu Rechenhof, Maria Margaretha Sabina Regina, und baute seinen Verlag weiter aus. Im Jahre 1763 hatte Raspe die Auslieferung des gesamten Verlages der Firma Johann Friedrich Gaum in Ulm und Johann Michael Seiz in Nürnberg übernommen, schließlich besaß er mehr als sechshundert Verlagsartikel. Nach seinem am 25. Oktober 1785 erfolgten Tod wurde dieses Kommissionslager wiederum aufgelöst. Ein besonderes Verdienst erwarb sich Raspe durch die aufopfernde Pflege der naturwissenschaftlichen Literatur, sein wohl bedeutendstes Werk als Verleger ist die Geschichte der Kriege in und außer Europa von Christoph Heinrich Korn.
Seine Witwe setzte die Verlagsartikel fort und führte die Handlung bis 1815 mit fremder Hilfe weiter. Im Jahr 1816 übernahm der Buchhändler Bauer in Gemeinschaft mit den Erben die Handlung, so dass von nun ab die Firma „Bauer & Raspe“ lautete. 1835 ging das Geschäft an Julius Merz über, 1867 kam die Firma an Ludwig Korn und 1872 an Emil Küster.